# Maria Schonbek
Maria Elena Schonbek, née en 1953 en Argentine, est une mathématicienne argentino-américaine connue pour ses travaux sur les équation aux dérivées partielles, en particulier en mécanique des fluides.

## Biographie
Maria Schonbek obtient un Bachelor of Science à l'université de Buenos Aires, puis un doctorat à l'université du Michigan en 1976 sous la direction de Jeffrey Rauch, portant sur les équations de FitzHugh–Nagumo.
Après un passage au département de mathématiques de l'université Northwestern elle rejoint l'université de Californie à Santa Cruz en 1986.
Maria Schonbek a publié de nombreux articles dans des revues à comité de lecture et a dirigé 8 thèses.
Elle a été l'une des contributrices du programme de bourses pour les étudiants de la Fondation des sciences exactes et naturelles de l'université de Buenos Aires, financé par des dons d'entreprises basées en Argentine et par des contributions de scientifiques basés dans le pays et à l'étranger.
Elle a été mariée avec Ronald DiPerna.

## Distinctions
- Fellow de l'American Mathematical Society (2013)[6]